# Molophilus scaber
Molophilus scaber är en tvåvingeart som beskrevs av Alexander 1927. Molophilus scaber ingår i släktet Molophilus och familjen småharkrankar. Inga underarter finns listade i Catalogue of Life.